# Rugby Rovigo Delta 2015-2016

## Eccellenza 2015-16

### Stagione regolare
| Incontro            | Andata | Ritorno |
| ------------------- | ------ | ------- |
| Petrarca — Rovigo   | 13-20  | 16-23   |
| Rovigo — S.S. Lazio | 46-14  | 50-7    |
| San Donà — Rovigo   | 16-36  | 0-41    |
| Rovigo — L’Aquila   | 52-7   | 75-17   |
| Mogliano — Rovigo   | 23-22  | 16-21   |
| Rovigo — Viadana    | 34-14  | 15-6    |
| Fiamme Oro — Rovigo | 20-22  | 17-20   |
| Calvisano — Rovigo  | 15-9   | 10-32   |
| Rovigo — Lyons      | 33-10  | 65-14   |

#### Risultati della stagione regolare
| Posizione | G  | V  | N | P | PF  | PS  | DP   | B  | Pt |
| --------- | -- | -- | - | - | --- | --- | ---- | -- | -- |
| 1ª        | 18 | 16 | 0 | 2 | 616 | 235 | +381 | 11 | 75 |

### Fase finale
| Turno | Incontro           | Andata | Ritorno |
| ----- | ------------------ | ------ | ------- |
| SF    | Mogliano — Rovigo  | 10-13  | 17-34   |
| F     | Rovigo — Calvisano | 20-13  | 20-13   |

## Qualifying Competition 2015-16

### Prima fase
| Incontro            | Risultato |
| ------------------- | --------- |
| Rovigo — GD Direito | 29-19     |
| Timişoara — Rovigo  | 45-13     |
| Rovigo — Mogliano   | 32-13     |
| Kituro — Rovigo     | 0-62      |

#### Risultati della prima fase
| Posizione | G | V | N | P | PF  | PS | DP  | B | Pt |
| --------- | - | - | - | - | --- | -- | --- | - | -- |
| 1ª        | 4 | 3 | 0 | 1 | 136 | 77 | +59 | 3 | 15 |

### Finale qualificazione
| Incontro            | Andata | Ritorno |
| ------------------- | ------ | ------- |
| Rovigo — Enisej-STM | 0-31   | 5-39    |

## Verdetti
- Rovigo campione d’Italia 2015-16.
- Rovigo qualificato alla European Continental Shield 2016-17.